# 中華河鴨屬
中華河鴨屬（意為「中國的河鴨」）是生存於中新世中期的小型雁形目鳥類，與其他雁鴨的親緣關係迄今仍然不明，但可能與鴨亞科較近。模式種為硅藻中華河鴨（S. diatomas），化石於1978年發現於中國山东省臨朐縣解家河的山旺组地層，是當時中國已知最早的雁鴨，因出土於矽藻土質地層而得名。